# Jack McLoughlin
Jack McLoughlin, né le 1er février 1995 à South Brisbane, est un nageur australien, spécialiste du demi-fond.
Il participe aux Jeux olympiques de 2016 sur 1 500 m. Il remporte cette distance lors des Jeux du Commonwealth de 2018.
Lors des Jeux olympiques d'été de 2020 à Tokyo, il devient vice-champion olympique du 400 m nage libre derrière le Tunisien Ahmed Hafnaoui.

## Palmarès

### Championnats du monde

#### Grand bassin
- Championnats du monde 2019 à Gwangju :
  -  Médaille d'or du relais 4 × 200 m nage libre (participe uniquement aux séries)